# Timelog
Timelog（タイムログ）は、株式会社サンロフトが開発したウェブサービスである。
2014年4月5日からは株式会社ファッションストリームが運営している。

## 概要
「Timelogは、今なにをしているのかをメモしていくだけのシンプルなサービス」である。
Twitter等に代表される、ミニブログ、マイクロブログサービスとしてカテゴライズされることが多いが、競合サービスとの差別化を図る為、多数の有用な機能が搭載されている。
Timeloggerと称される各ユーザーは自分専用のページ（ホーム）を持ち200文字以内でメモを更新する。
投稿したメモは全てアーカイブされ、自分のホームに表示されるカレンダーから日付毎に閲覧することが可能である。
そしてメモにタグを付加することで特定の内容のメモをピックアップしやすく、「メモを書き残し、見返す」ことにとことん拘ったUIになっている。
また気に入ったメモには評価を付けたり、同好の士が集まるユーザーグループに参加することでコミュニケーションも生まれる。
個人的なメモツールとしても、コミュニケーションツールとしても利用可能な自由度の高さがTimelogの特徴である。

## 沿革
2006年末にBLOG「百式」によるTwitterの紹介記事を見てインスパイアされた服部達也が中心となり、開発期間に3日、リリース期間にして1週間を費し、Timelogは世に出る事となった。
2008年12月4日より月額315円の有料サービス「Timelogプレミアム会員」と、315円（税込）を支払う事で設置可能な「Timelogユーザーグループ」が開始され、α版から正式版に移行した。
2010年7月1日より運営主体がファインアーク株式会社から株式会社サンロフトに移管された。
2010年3月25日 Z会会員向けサービス「まなログ」にTimelogのエンジンをOEM提供。
2011年5月31日より有料プレミアムサービスが終了。
2011年8月18日（当初の予定では8月1日）より個人のタイムラインを廃止、グループ主体のタイムラインのみとなった。これにより多数の機能が停止された。
2014年4月1日より運営主体が株式会社サンロフトから株式会社ファッションストリームに移管。
2014年4月5日より運用再開。個人のタイムラインなどの機能が復活した。

## 使い方
ユーザー名とパスワードを決定し、メールアドレスを登録することで利用が可能になる。

### 用語・機能
Timelogモバイル
携帯電話用に最適化されたページ。
Timelog touch
iPhone/iPod touch、スマホ用のページ。
メモフレ
リンクしたユーザーのこと。
ファン
自分をリンクしてくれている他のユーザー。リンクは必ずしも相互に行う必要はないが、「リンクされた時に自動でこちらからもリンクする」機能も備えている。
メモフレのみ公開メモ
メモフレのみにしか表示されないメモ。相互リンクしていないユーザーのみんなのメモにも表示されず、検索エンジンにもクロールされない。公開範囲はメモごとに設定可能で、「メモフレのみ公開」を規定に設定することも出来る。
非公開メモ
自分にしか表示されないメモ。「メモフレのみ公開」と同様、メモごとに公開範囲を設定可能であるが、非公開を規定に設定することは不可。
クリップ
Timelogで気になったメモを纏め、後で見返すことが出来る。他のユーザーには閲覧不可。
スクラップブック
一人6個作成出来る。一つは自分の公開メモを纏められる「ジブン専用」。他の五つはブックごとに任意のタイトルを設定し、その主旨に沿ったTimelogの公開メモを纏めることが出来る。他のユーザーにも閲覧可能。
Good & New!
嬉しかったこと、良かったこと、新たな発見などのメモ。
ToDo
予定のメモ。設定した時間の10分前にメールが届く。
投票
○×投票で他のユーザーから意見を募る機能。
みんなのメモ
登録者全員の公開メモと自分が参加しているグループのメモがリアルタイムで表示される画面。Twitterにおけるパブリックタイムライン。メモフレになっていないメモフレのみ公開メモ、参加していないグループの「メンバーのみメモ」は表示されない。
ユーザーグループ
無料で作成可能な共通のテーマでおしゃべりできるスペース。全体に公開されるオープングループ、非公開なプライベートグループもある。グループ参加者のみ閲覧できる「メンバーのみメモ」も使用可能。
ホーム
メモフレと参加グループのメモが表示される画面。
動画のページ内再生
YouTube、zoomeのURLがメモに含まれていた場合、「メモを見る」かタイムスタンプをクリックすることで、その動画をページ上で再生することが可能になる。現時点ではニコニコ動画の外部プレイヤーは非対応。
画像投稿
メールに画像を添付、送信することで画像投稿が可能。PCではブラウザから画像投稿が出来る。アップロード出来る画像はJPEGのみ。
タグ
メモを分類する為に使われる。文字を半角の[ ]で囲むことによって作成可能。
評価
共感や祝福、応援などの目的で使われる。通称☆。
ブックマーク
気になったURLをブックマークとしてメモすることが出来る。ブックマークレットも用意されている。
メッセージ
ユーザーへの一対一のメッセージ。ユーザーの画面に、メッセージがあった旨が通知される。メッセージはタイムラインには表示されず、別画面で確認する。グループ参加時やリンク報告時には自動的に配信される。
この人の発言を「みんなのメモ」等に表示しない
文字通り、特定ユーザーの発言を自分のタイムラインから非表示にする機能。メモフレや参加しているグループには設定不可。自分のメモを特定のユーザーから不可視にする機能も実装されていない。
NGワード
文字通り、指定された文字列を自分のタイムラインから不可視にする。
外部投稿
OAuth認証によりTimelogのメモをTwitterに投稿する。

### 停止された機能
えもにゅとの連携
その時々の感情を顔文字で表現し、記録されるWebサービス、えもにゅとの連携。連携すると、えもにゅでの投稿が顔文字とともにTimelogへメモされた。利用にはえもにゅのアカウントを取得し、管理画面でTimelogのIDとパスワードを設定する作業が必要となる。
動画投稿
携帯電話にて撮影した動画をメールに添付、送信することで動画投稿出来る。みんなで育てる動画共有プラットホーム【ウゴペタ】を利用しており投稿された動画はTimelogで「メモフレのみ公開」や「非公開」に設定しても、ウゴペタでは公開されてしまう為、注意が必要である。
有料プレミアム会員
月額315円で利用可能な有料サービス。画像容量1GB以上、オリジナルCSS、メモのエクスポート機能など、様々な特典があった。